# Wierblużje
Wierblużje (ros. Верблюжье) – wieś (dieriewnia) w Rosji, w obwodzie omskim, w rejonie sargackim. W 2010 liczyła 965 mieszkańców.

## Urodzeni
- Gieorgij Kołmogorow – radziecki przemysłowiec, działacz państwowy i partyjny.